# Fred Weidmann
Alfred Rudolf Weidmann (* 21. Januar 1938 in Herisau; † 8. Februar 2023 in München) war ein Schweizer Künstler und Soziologe. Er lebte seit 1983 in München.

## Leben und Werk
Von 1957 bis 1970 studierte er in den USA und Deutschland Anatomie, Soziologie, Völkerkunde und Kommunikationsforschung und promovierte 1970 an der Universität zu Köln zum Dr. rer. pol. Von 1965 bis 1971 war er als Soziologe Wissenschaftlicher Mitarbeiter am Institut für Kommunikationswissenschaft der Universität Bonn mit dem Schwerpunkt auf Missverständnisforschung.
Ab 1971 war Weidmann freiberuflicher Künstler mit einem breit gefächerten Aktionsfeld. Er war tätig auf den Gebieten Visionäre Malerei, Trompe-l’œil-Malerei, Gestaltung von privaten und öffentlichen Räumen, Majolika-Malerei auf Fliesen, Skulptur in Keramik und anderen Materialien, Illustration von Büchern, Zeitschriften, CDs, Design und Malerei für Film, Fernsehen und Industrie.

## Ausstellungen und Teilnahmen in Galerien, an Kunstmärkten, Ausschreibungen
- Köln (Baukunst Galerie)
- Basel
- Zürich
- Paris (Galerie Carpentier)
- Madrid (Galerie SEN)
- München (Galerie Brochier 1994)
- Miami Beach (1998)
- New York (Art Expo 1980, 1981)
- New York (Erotics Gallery)
- Lissabon (1998: Deutsch-portugiesische Kulturwoche, im Rahmen der Weltausstellung)
- München (1999: Galliano Art Gallery, Pro Familia, Natura Naturans)
- Garmisch (Kulturzentrum, Okt. 99)
- Basel (ECBS, Nov. 99)